# 前田剛
前田 剛（まえだ たけし、1975年1月10日 - ）は、日本の俳優、声優。ヘリンボーン、劇団BQMAP所属。

## 略歴
八千代松陰高等学校卒業。日本大学芸術学部映画学科演技コース卒業。
1994年、劇団BQMAPに入団。

## 人物
クリアで安定感のある二枚目ボイスを持ち、役柄としては二枚目と三枚目の部分を併せ持つ愛されキャラを得意としている。
趣味はベーコンを作って食べること。特技は殺陣、タップダンス、ピアノ、スケート。

## 出演
太字はメインキャラクター。

### テレビアニメ
1998年
- おじゃる丸（真実撮三、やまびこ、ミヤビ大臣 他）
- こちら葛飾区亀有公園前派出所（1998年 - 2004年、タイガー刑事、村雨狂四郎、長島田、イチロー、大山博打 他）
- スーパードール★リカちゃん（高林二郎、篠原昇、学生1）
- たこやきマントマン（ピーマン、機長、歴代村長、ウツボ、宇宙人）
- ビーストウォーズII 超生命体トランスフォーマー（ギムレット）

1999年
- ごぞんじ!月光仮面くん（1999年 - 2000年、健ちゃん、おもちゃの精、先生、とんかつ屋主人、ダイヤモンド星人）
- 将太の寿司 心にひびくシャリの味（客）
- HUNTER×HUNTER（第1作）（村人、受験者、組員）
- メダロット（キンタロー、テキーラ三兄弟）
- るろうに剣心 -明治剣客浪漫譚-（男、重臣）

2000年
- 真・女神転生デビチル（2000年 - 2001年、キングフロスト、族長、セラフィム、ドミニオン）
- 陽だまりの樹（大鳥圭介、伝吉、吉田松陰 他）
- ビックリマン2000（悪質犯ター）

2001年
- 格闘料理伝説ビストロレシピ（グリル、イカ男、村長、ジュリアーノ）
- タッチ CROSS ROAD〜風のゆくえ〜（ジョー）
- テニスの王子様（石田鉄、友人）

2002年
- キャプテン翼（第3作）（ブランコスGK、加藤貢コーチ、ビアンキ、記者、セルジ 他）
- 真・女神転生Dチルドレン ライト&ダーク（エノク）
- 満月をさがして（吉田）
- ホイッスル!（2002年 - 2003年、水野竜也）
- 遊☆戯☆王デュエルモンスターズ（ヴァロン）

2003年
- GUNSLINGER GIRL（2003年 - 2008年、アマデオ、男達、ヴィンチェンツォ） - 2シリーズ
- ボンバーマンジェッターズ（ボンバーニンジャ）

2004年
- ジパング（デビット）
- 十兵衛ちゃん2 -シベリア柳生の逆襲-（喜多歩郎）
- スクールランブル（大谷鰯、ナカムラ、神津の友人）
- 遊☆戯☆王デュエルモンスターズGX（2004年 - 2008年、丸藤亮）
- レジェンズ 甦る竜王伝説（J2、マンティコア、リーオン）

2005年
- アイシールド21（戸叶庄三、金剛雲水、火野玉男、狩舞の監督、選手、係員、青年）
- おねがいマイメロディ（ヘビメタマイク、ポエム審査委員）
- capeta（志波リョウ）
- ギャグマンガ日和（2005年 - 2025年、聖徳太子、曽良、クマ吉 他） - 5シリーズ
- 銀牙伝説WEED（ロケット）
- シュガシュガルーン（グラシエ）
- 涼風（宮本総一）
- 蟲師（虹郎、兄弟子、船頭、村人）

2006年
- おねがいマイメロディ 〜くるくるシャッフル!〜（速水頼通）
- 吟遊黙示録マイネリーベwieder（ジェラルド）
- 彩雲国物語（紫戩華）
- 地獄少女 二籠（颯太の父）
- 人造昆虫カブトボーグ V×V（2006年 - 2007年、ロイド安藤、市場の男2）
- Saint October（エルロック）
- 僕等がいた（英語教師）

2007年
- 家庭教師ヒットマンREBORN!（ランチア、サギの一郎、ヂヂ）
- 鉄子の旅（茶屋のおにいさん）
- 猫の集会（父）

2008年
- 黒塚 KUROZUKA（武者、客の男、兵士、男）

2009年
- クッキンアイドル アイ!マイ!まいん!（リザード、ピエール）
- 毎日かあさん（店主、青年、サラリーマン）
- 夢をかなえるゾウ（千波先輩）

2010年
- 学園黙示録 HIGHSCHOOL OF THE DEAD（手島）
- 世紀末オカルト学院（司会者）

2011年
- デッドマン・ワンダーランド（益信）
- NARUTO -ナルト- 疾風伝（ウバウ）

2012年
- 神様はじめました（2012年 - 2015年、運転手、夜鳥の鬼面、教育係） - 2シリーズ

2013年
- 惡の華
- ドキドキ!プリキュア（菱川悠蔵）

2014年
- とある飛空士への恋歌（マルクス・サンチェス）
- 魔法戦争（藤川月臣、男子生徒）

2015年
- DD北斗の拳2（ジャッカル、カイオウ 他）

2016年
- くまみこ（田中）
- タイムボカン24（ペラリーノ）
- TO BE HERO（バンブルZ、ロリ大男、ダイ王子）
- とんかつDJアゲ太郎（小間切ジョー）

2017年
- 風夏（宮本総一）
- 信長の忍び（ルイス・フロイス）
- Dies irae（2017年 - 2018年、遊佐司狼） - 2シリーズ

2018年
- TO BE HEROINE（露天商、静電獣）

2019年
- スター☆トゥインクルプリキュア（司会者）
- GO!GO!アトム（2019年 - 2020年、ブラント博士）

2021年
- ドラゴン、家を買う。（ウェアウルフ）

2022年
- 僕とロボコ（芹澤岳）

### 劇場アニメ
1999年
- こちら葛飾区亀有公園前派出所 THE MOVIE（作業員安田）

2004年
- 雲のむこう、約束の場所（大学院生、ラジオ放送）
- DEAD LEAVES（警官B）

2005年
- 劇場版 テニスの王子様 跡部からの贈り物 〜君に捧げるテニプリ祭り〜（石田鉄）

2007年
- ピアノの森

2009年
- アジール・セッション（ミズサキ）
- きかんしゃ やえもん（フック）

2010年
- プランゼット

2011年
- 星を追う子ども（アスナの父）

2013年
- 映画 ドキドキ!プリキュア マナ結婚!!?未来につなぐ希望のドレス（菱川悠蔵）
- 言の葉の庭（タカオの兄）

2021年
- ケンダマスター拳シリーズ（2021年 - 2022年、玉木ケン） - 2作品

2024年
- シノアリス 一番最後のモノガタリ（先生、学生）

### OVA
- フォトン（1997年、オペレーター）
- デトロイト・メタル・シティ（2008年、ファンA[19]、ファン）
- 世紀末オカルト学院「さよならツッチー」（2011年、教授）※BD / DVD 第5巻収録
- 華ヤカ哉、我ガ一族 キネトグラフ（2012年、宮ノ杜茂[20]）
- 新テニスの王子様（2013年、松平親彦）

### Webアニメ
- やんやんマチコ（2009年、ソリーヌ）
- ホイッスル!（ボイスリメイク版）（2016年、マルコ）

### ゲーム
時期不明
- テニスの王子様シリーズ（石田鉄）

2001年
- スタートリングアドベンチャーズ 空想3×大冒険（無法者B）

2003年
- あしたのジョー 〜まっ白に燃え尽きろ!〜（レフェリー、丹下ジム生、鬼姫会、草拳闘士）
- カオス レギオン（雇い主）
- ゲゲゲの鬼太郎 異聞妖怪奇譚
- ゲゲゲの鬼太郎 逆襲!妖魔大血戦

2004年
- ゼルダの伝説 ふしぎのぼうし

2005年
- NANA（遠藤章司、水越誠一）※PS2版

2006年
- アイアンフェザー（ラウ）
- 任侠伝 渡世人一代記（神槍の卯之吉）
- マイネリーベII 〜誇りと正義と愛〜（キリル）
- 遊☆戯☆王デュエルモンスターズGX タッグフォース（丸藤亮）

2007年
- 遊☆戯☆王デュエルモンスターズGX タッグフォース2（丸藤亮）

2008年
- スカイ・クロラ イノセン・テイセス（物集遠近）
- 遊☆戯☆王デュエルモンスターズGX タッグフォース3（丸藤亮）

2009年
- サンデーVSマガジン 集結!頂上大決戦
- 地獄少女 澪縁（吉備津嵩泰）

2010年
- クロヒョウ 龍が如く新章（日向翔）
- 天下一★戦国LOVERS DS（徳川家康）
- 二世の契り（雅刀）
- 華ヤカ哉、我ガ一族（宮ノ杜茂）
- 龍が如く4 伝説を継ぐもの

2011年
- 二世の契り 想い出の先へ（雅刀）
- 華ヤカ哉、我ガ一族 キネマモザイク（宮ノ杜茂）

2012年
- クロヒョウ2 龍が如く 阿修羅編（DJ RIKUOH）
- Dies irae 〜Amantes amentes〜（遊佐司狼）

2013年
- 神咒神威神楽 曙之光（宿儺）
- 華ヤカ哉、我ガ一族 黄昏ポウラスタ（宮ノ杜茂）

2015年
- ヴァルプルガの詩（杜松）
- 華ヤカ哉、我ガ一族 幻燈ノスタルジィ（宮ノ杜茂）
- 華ヤカ哉、我ガ一族 モダンノスタルジィ（宮ノ杜茂）
- 遊☆戯☆王ARC-V TAG FORCE SPECIAL（丸藤亮）
- 龍が如く0 誓いの場所

2016年
- グランブルーファンタジー（ハーゲン）
- シルヴァリオ ヴェンデッタ -Verse of Orpheus-（ゼファー・コールレイン）
- 神撃のバハムート（ラインハルト）
- 真・女神転生IV FINAL（ガストン）

2018年
- 天涯ニ舞ウ、粋ナ花（宮ノ杜茂）
- 遊戯王 デュエルリンクス（ヘルカイザー亮）

2020年
- Shadowverse（ヴァーミンハンター、リジェネレーター・ラインハルト、ストリングマイスター）
- 真・女神転生III NOCTURNE HD REMASTER（聖丈二）

### 吹き替え

#### 映画
- 唐人街探偵 東京MISSION（タン・レン〈ワン・バオチャン〉[33]）

#### ドラマ
- 宇宙戦争（フレデリック〈ルパート・グレイヴス〉[34]）
- ハンニバル（メイスン・ヴァージャー〈マイケル・ピット、ジョー・アンダーソン〉）
- セヴェランス（マーク・スカウト〈アダム・スコット〉）

#### アニメ
- エリアス ちいさなレスキューせん（ロッキー3世、ネフュー、ウーノ）

### 特撮
- 仮面ライダーエグゼイド（2016年、ソルティバグスターの声）

### 映画
- 「螺旋」 主演 テルアビブ国際学生映画祭入賞作品
- 「マルタイの女」（エジプト兵）
- 「下妻物語」アニメパート
- 「オペレッタ狸御殿」
- 「不食の時代 〜愛と慈悲の少食〜」（2010年、森裕之）
- 「SP THE MOTION PICTURE」（2011年、波多野貴文）

### テレビドラマ
- 新宿鮫（NHK）
- 3番テーブルの客（フジテレビ）
- 白線流し（フジテレビ）
- ロング・ラブレター〜漂流教室〜（フジテレビ）
- 東野圭吾ミステリーズ（フジテレビ）若い刑事役[35]
- 松本清張スペシャル 時間の習俗（フジテレビ）
- 麒麟がくる（NHK大河ドラマ）

### テレビ番組
- スーパーモーニング（テレビ朝日）
- 驚きももの木20世紀（テレビ朝日）

### 舞台
- 劇団BQMAP「月感アンモナイト」（1994年）マナコ役
- 劇団BQMAP「Re [ri:]」（1995年）賢役
- 劇団BQMAP「緋月盗四郎」（1995年）犬七役
- 劇団BQMAP「源内人形〜春雷〜」（1996年）小田野直武役
- 劇団BQMAP「天は屋根、空は窓」（1996年）探偵役
- 劇団BQMAP「幻日－げんじつ－」（1997年）久世高邑役
- 劇団BQMAP「緋月盗四郎 〜会津磐梯山は宝の山よ〜」（1997年）犬七役
- 劇団BQMAP「妖精ホームズ」（1998年）ホームズ役
- 劇団BQMAP「Re-」（1998年）黒澤役
- 劇団BQMAP「蜃気楼列車」（1999年）服部役
- 劇団BQMAP「天は屋根、空は窓」（1999年）探偵役
- 劇団BQMAP「大江戸バックドラフト」（2000年）塵太役
- 劇団BQMAP「月感アンモナイト」（2001年）芥川龍之介役[36]
- 劇団BQMAP「風雲天狗」（2001年）剣母布郎役
- 劇団BQMAP「プリオシンの竜骨」（2002年）コーデルネ役
- 劇団BQMAP「風雲天狗 鬼哭啾々大江山」（2002年）剣母布郎役
- モーニング娘。主演ミュージカル「江戸ッ娘。忠臣蔵」（2003年）三平役
- 劇団BQMAP「Nouvell Vague」（2003年）ワン（王）役
- 劇団BQMAP「Re-」（2003年）弁慶役
- 劇団BQMAP「風雲天狗 妖乱」（2004年）剣母布郎役
- 劇団BQMAP「狼人犬神紋次郎」（2004年）津五森主膳役
- 劇団BQMAP「イカロスの宇宙（そら）」（2005年）カイ役・貝塚守役
- 劇団BQMAP「風まかせ けやき十四」（2005年）岩崎岩兵衛役
- 劇団BQMAP「パノラマスイッチ」（2005年）芥川龍之介役
- 劇団BQMAP「天守物語」（2006年）舌長姥役
- 劇団BQMAP「帰雲城奇譚」（2006年）毛利役
- 劇団BQMAP「バースデイ」（2008年2月13日- 2月18日、シアター風姿花伝）幸村役
- the company オフ・ブロードウェイ・シリーズ「バーム・イン・ギリヤド」（2008年4月4日 - 4月20日、新宿シアターモリエール）
- 劇団Dotoo!「タイマー」（2008年6月11日 - 6月15日、赤坂RED / THEATER）
- 劇団BQMAP「蓮杖日記 〜カモンクロフネ、ハイチーズ〜」（2008年11月5日 - 11月9日）シアターサンモールオドヤン役
- 喫茶店 de 二人芝居 タケシとアキコ「こぶ茶にメロンソーダ」（2008年12月13日・12月19日・12月20日・12月26日・12月27日）JJ役
- 劇団BQMAP「出雲贋桜伝」（2009年3月19日 - 3月22日、シアターサンモール）スサノオ役
- innerchild「ククリの空〜青ゐ鳥（アオヰトリ）」（2009年4月27日 - 5月3日、時事通信ホール）
- Cappa「くすり（＾＾）フィンガー」（2009年6月25日 - 6月29日、下北沢駅前劇場）金澤役
- Dotoo!「ヒミツはざわめく」（2009年9月16日 - 9月20日、赤坂RED/THEATER）野間紅雪役
- 喫茶店 de 二人芝居 タケシとユカ「こぶ茶にメロンソーダ」（2009年）JJ役
- RONNIE ROCKET nano「ともだちのそうしき」（2010年4月17日・4月18日・7月9日 - 7月12日、大吉カフェ）
- 葉の会 第一回公演 朗読「うらぼんえ」（2010年8月6日、光明寺）
- 喫茶店de二人芝居 タケシとコズエ「ウは宇宙の梅ゼリー」（2010年11月6日・11月12日・11月14日・11月20日 - 11月23日・11月26日・11月28日・12月4日・12月10日・12月12日・12月18日・12月20日・12月23日・12月25日）
- 靖二その2「ソムリエ」（2011年1月28日 - 2月1日、シアターグリーンBASE THEATER）
- BQMAP「大図〜月から江戸まで八百歩」（2011年5月4日 - 5月8日、シアターサンモール）
- JACROW#15「明けない夜 完全版」（2011年8月25日 - 8月28日、シアタートラム）
- BQMAP20周年記念公演#2「風雲天狗〜ムーンライトセレナーデ」（2011年11月30日 - 12月4日、シアターサンモール）
- 朗読劇「ともだちのそうしき」（2012年4月7日・4月8日、大吉カフェ）
- 劇団BQMAP「Flow flow」（2012年5月15日 - 5月20日、Geki地下Liberty）
- 喫茶店de二人芝居 タケシとアナタの夏カフェス!!（2012年8月19日・8月22日・8月23日・8月25日・8月26日・8月29日 - 9月1日）
- アトリエ センターフォワード第7回公演「F」ト呼バレル町（2012年10月4日 - 10月11日、シアター風姿花伝）
- ことだま屋本舗リーディング部 in 銀杏祭（2012年11月3日、大正大学 礼拝堂）
- 劇団BQMAP「プリオシンの竜骨」（2012年12月12日 - 12月16日、シアターサンモール）
- 華ヤカ哉、我ガ一族 オペラカレイド（2013年4月23日 - 5月1日、星陵会館ホール）
- 風雲天狗外伝 剣母布郎のほろほろ城（2013年10月23日 - 10月27日、シアターサンモール）
- Func A ScamperS 009 #10「彼女が服を着た理由」（2013年11月15日 - 11月24日、SPACE107）
- BQMAP「Birth」（2014年3月20日 - 3月22日、道頓堀ZAZA/2014年4月9日 - 4月13日、笹塚ファクトリー）
- オフィスワンダーランド第37回公演「龍馬疾風録」（2014年6月6日 - 6月8日、新宿村LIVE）高杉晋作役
- アメリカンコミックシアター「デッド or アライブ or アルバイト」（2014年10月9日 - 10月12日、八幡山ワーサルシアター）
- Dotoo!「閻魔さまさま」（2014年11月12日 - 11月16日、テアトルBONBON）
- Stick Out of BQMAP「ハミダスダス〜MOMOから生まれたモモがたり〜」（2014年11月26日 - 11月30日、中野劇場MOMO）
- ラズカルズ「トップノート ミドルノート ラストノート」（2015年3月4日 - 3月8日、サンモールスタジオ）
- 詠舞台「蟲師」（2015年3月18日 - 3月29日、スパイラルホール）
- ことだま屋本舗EXステージ『クロボーズ』（2016年11月27日）ヤーボ / 弥助役
- ことだま屋本舗EXステージvol.2『戦国新撰組』（2017年6月25日）近藤勇役
- ことだま屋本舗EXステージvol.3「ことだま屋×Z」『ヴァンパイア・サバイバー』（2018年3月17日・18日）矢島堅斗役
- ことだま屋本舗EXステージvol.9「SEVEN EDGE / ゆーどうぶ。」（2019年9月22日・23日）
  - 『SEVEN EDGE』征生役
  - 『ゆーどうぶ。』くれあの父役
- ことだま屋本舗☆リーディング部その12『怪人スカウト2021』（2021年9月4日・5日）通行人A、従業員A、三密怪人ニューノマール、戦闘員4、親友役
- ことだま屋本舗☆リーディング部その13（2022年8月20・21日）
  - 『かくれんぼ』コトノハ役
  - 『夏の揺らめく煙に想ふ』父役
  - 『怪人スカウトGK』戦闘員1、従業員A、社長、マトゥマル先輩、欺き怪人アヤツリマクール、総督役

### ナレーション
- 日清カップヌードル
- DHC
- アメリカンファミリー
- ネスレ「エクセラ」
- スーパーオートバックス
- NTTDocomo
- 東急グループ
- NTT東日本
- ゼブラ「サラサ」
- コナミ
- 産経新聞
- マツダ「デミオ」
- コスモ石油
- PERCO
- トヨタ「サイファ」
- アクエリアス

### CM
- EPSON（メイン夫役）
- オリコカード（会社員役）
- コナミデジタルエンタテインメント「遊☆戯☆王ゼアル オフィシャルカードゲーム ストラクチャーデッキ 機光竜襲雷」

### ラジオ
- Webラジオ『夏休みだよ!ギャグマンガ日和』（アニメイトTV：2008年8月 - 10月）
- Webラジオ『冬休みだよ!ギャグマンガ日和』 - ウェイバックマシン（2008年12月2日アーカイブ分）（アニメイトTV：2008年12月 - 2009年1月）
- Webラジオ『まえたけ･こまきのもっとⅠ(アイ)をちょうだいよ!!!Radio』（ロックンバナナ：2008年10月 - 2014年9月11日）

### デジタルコミック
- VOMIC いぬまるだしっ（ナレーション&サブタイトルコール）
- Beeマンガ ケセランパサラン（2011年、羽田）

### CD
- POTTODE

### ドラマCD
- アニメ店長（部長、警官、ヤク中）
- 偽りのアルカネット ボイスドラマ（立花栄）
- 家庭教師ヒットマンREBORN! DVD vsヴァリアー編 2巻（初回特典）「骸・闇の向こうに」（ランチア）
- CLAMP学園怪奇現象研究会事件ファイル1st FILE（警備委員）
- CLAMP学園怪奇現象研究会事件ファイル2nd FILE（暗殺団サブ、男子生徒２）
- Serengeti 第1巻（邑智諒戸人[37]）
- 大っキライ!（勅使河原縁）
- 二世の契り ドラマCD 〜IT戦国時代〜（雅刀）
- 華ヤカ哉、我ガ一族 シリーズ（宮ノ杜茂[38]）
  - 華ヤカ哉、我ガ一族 ドラマCD 「賑わいませう、星降る聖夜に」
  - 華ヤカ哉、我ガ一族 キネマモザイク ドラマCD 〜宮ノ杜とらぶる〜
  - 華ヤカ哉、我ガ一族 ドラマCD 「御杜銀座帝国最強呪いの宮ノ杜パーラー」[39]
  - 華ヤカ哉、我ガ一族 ドラマCD 「宮ノ杜兄弟創作カレー」[39]

### 同人ゲーム
- ハヴァナクシア（2021年、ディーヴァ）

### その他コンテンツ
- ビーストウォーズII ジョイントロン / トリプルダクス玩具CM（ギムレット）

### シリーズ一覧
1. ↑  第1期（2003年 - 2004年）、第2期『GUNSLINGER GIRL -IL TEATRINO-』（2008年）
2. ↑  第1期（2005年）、第2期『2』（2006年）、第3期『3』（2008年）、第4期『+』（2010年）、第5期『GO』（2025年）[7]
3. ↑  第1期（2012年）、第2期『神様はじめました◎』（2015年）
4. ↑  第1期（2017年）、第2期『To the ring reincarnation』（2018年）